# سمير فرحات
سمير يوسف فرحات ويشتهر سمير فرحات (مواليد 1965 في لبنان) هو كاتب لبناني.

## حياته المهنية
يعمل حاليًا في فرع المراسم والعلاقات العامة في رئاسة الجمهورية اللبنانية، ويعمل مشرفًا على إعداد عدد من البرامج لمجموعة إم بي سي التلفزيونية. سبق وأن عمل كاتبًا رئيسيًا لكلمات الرؤساء والسيدات الأول في عهدي رئيسي الجمهورية اللبنانية ميشال سليمان وإميل لحود. وتنقل تلفزيونيًا بين عدد من المحطات العربية منها تلفزيون لبنان وقنوات إم تي في وإيه آر تي وتلفزيون المستقبل، وغيرها. صدرت له العديد من المؤلفات في مجالات أدبية وبحثية مختلفة: الرواية، والقصة القصيرة، والشعر، والبحوث الروحية، والاجتماعية، والماورائية، والظواهر الغامضة.
تم تكريمه عام 2019 من المركز العربي الأوروبي لحقوق الإنسان والقانون الدولي ومقره أوسلو، النرويج، عن مجمل أعماله الأدبية، وخاصة عن كتاباته المدافعة عن حقوق الإنسان، ومن بينها رواية «بنات خودا» التي تناولت قضية الاضطهاد الذي تعرضت له الأقلية الأيزيدية في العراق في عام 2014 من قبل تنظيم الدولة الإسلامية (داعش)، وما أدى إليه هذا الاجتياح من اعتقال أكثر من 5000 آلاف فتاة أيزيدية واغتصابهن، ورواية «سجن الفراشة» التي تعرض انتهاكات حقوق الأطفال في لبنان.

## مؤلفاته
- «من الكهف إلى العراء» (بحث اجتماعي)، 1994[5]
- «ولادات صغيرة» (شعر)، 1994[6]
- «صراع الآلهة» (بحث روحي)، 1996[7]
- «الملح الفاسد» (رواية)، 1998[8]
- «سجن الفراشة» (رواية)، 1999[9][10]
- «سفر الحواس» (شعر)، 2003[11]
- «ثوابت من أجل وطن: الرئيس العماد إميل لحود» (توثيقي)، 2005
- «هذا العالم لا يكفي»، 2006[12]
- «تحت قبعة الساحر» (قصص قصيرة)، 2007[13]
- «سلسلة خفايا: هل توجد حياة أخرى في الكون؟»، 2010[14]
- «سلسلة خفايا: عائدن من الموت»، 2010[15]
- «سلسلة خفايا: هلع نهاية العالم»، 2010[16]
- «سلسلة خفايا: الأبراج مجرد خرافة»، 2010[17]
- «سلسلة خفايا: حدثتني العذراء مريم»، 2010[18]
- «سلسلة خفايا: عبادة الشيطان أو إله الجسد»، 2010[19]
- «سلسلة خفايا: أسرار الاهرامات ولعنة الفراعنة»، 2010[20]
- «سلسلة خفايا: مشعوذون مجرمون وناشرو الخرافة»، 2010[21]
- «أطلقت صمت المساء» (شعر)، 2012[22]
- «صانع الراقصات» (قصص قصيرة وشعر)، 2014[23]
- «حين قامت ماريا» (رواية)، 2015[24]
- «بنات خودا» (رواية)، 2017[25]
- «مرحبًا.. أنا أينشتاين»، 2020[26]

## جوائز وتكريمات
- جائزة نعمان الأدبية الاستثنائية، عن مجموعة «خفايا»، 2010[27]
- جائزة الكاتب العربي الدولية، المركز العربي الأوروبي لحقوق الإنسان والقانون الدولي، 2019